# Melchior d'Hondecoeter

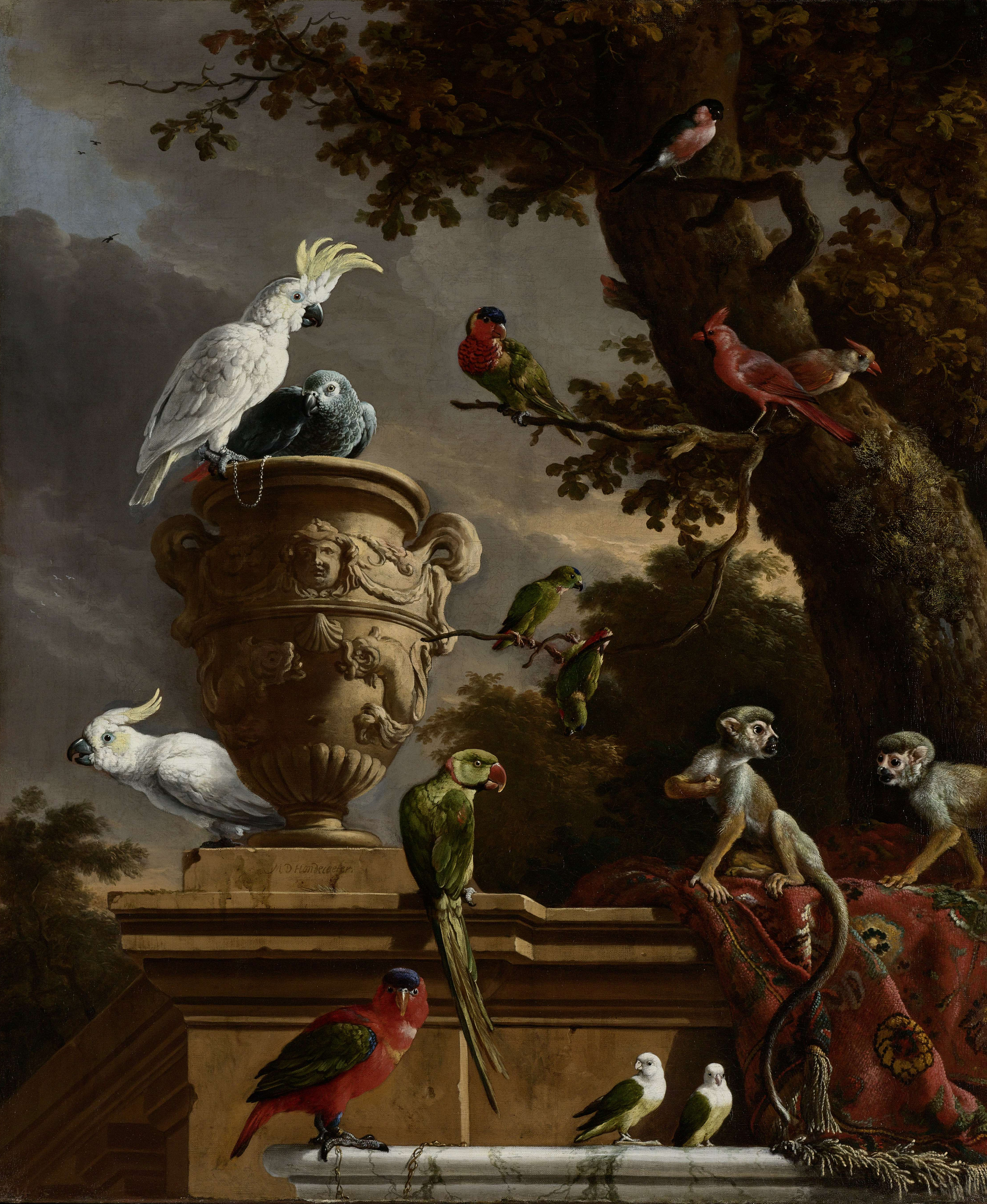
Zvěřinec, kolem roku 1690, Rijksmuseum Amsterdam

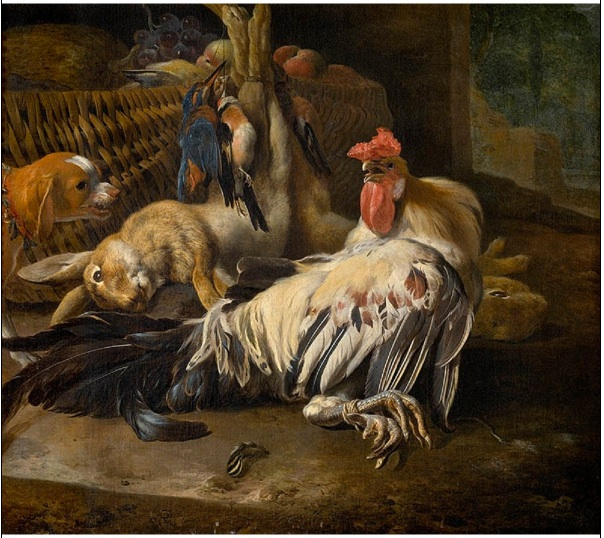
Kohout ještě žije, 17. století, Muzeum výtvarných umění, Antwerpy

Melchior d'Hondecoeter (nizozemská výslovnost: [də ˈɦɔndəˌkutər]; (kolem 1636, Utrecht – 3. dubna 1695, Amsterdam) byl nizozemský malíř. Žil téměř celý život v Amsterdamu, kde na počátku své kariéry maloval hlavně kompozice s ptáky, obvykle exotickými, nebo se zvířaty ve volné krajině či parku. Maloval především kohouty, slepice, pávy a holuby, obyčejně v životní velikosti s krajinářským pozadím. Své kompozice sestavoval velmi malebně a koloritem dovedl velmi naturalisticky napodobit přirozený tón a lesk různobarevného ptačího peří.

## Životopis
Jako vnuk malíře Gillise d'Hondecoetera a syn Gijsberta d'Hondecoetera, jehož sestra Josijntje se vdala za malíře Jana Baptista Weenixe, byl vychován v uměleckém prostředí. Melchiorův bratranec Jan Weenix řekl Arnoldu Houbrakenovi, že Melchior byl v mládí mimořádně zbožný, modlil se velmi hlasitě, takže jeho matka a strýc se rozhodovali, zda zvolí pro Melchiora kariéru malíře či kněze.
V roce 1659 pracoval v Haagu a stal se členem malířské akademie Confrerie Pictura. V roce 1663 se Hondecoeter oženil se Susanne Tradel z Amsterdamu. Bydlela na Lauriergrachtu a bylo jí třicet, když se vzali. Pár měl dvě děti, pokřtěné v letech 1666 a 1668. Nebyla prý příliš milá, přesto nechala své sestry žít v domě. Podle Houbrakena Hondecoeter trávil hodně času na své zahradě nebo pil v hospodě v městečku Jordaan nedaleko Amsterdamu. Na Lauriergrachtu byl obklopen obchodníky s uměním a různými malíři. Později se přestěhoval do domu na Leliegrachtu (poblíž současného domu Anny Frankové). V roce 1692 jeho žena zemřela. Hondecoeter poté bydlel v domě své dcery Isabel na Warmoesstraa (jedna z nejstarších ulic Amsterodamu), pohřben byl v kostele Westerkerk (protestantský kostel v Amsterdamu) a své dceři zanechal značné dluhy. V jeho inventáři je uveden rám na přidržení ptáků v dané poloze a sedm obrazů Franse Snyderse.

## Tvorba
Hondecoeter nezačal svou kariéru zobrazováním ptactva. Historik Victor Eugène Louis de Stuerss uvádí, že nejprve maloval obrázky s náměty moře. Jedno z jeho raných děl Vana s rybami z roku 1655 je nyní v Herzog Anton Ulrich Museum v Braunschweigu. Hondecoeter ovšem brzy opustil ryby pro drůbež. Získal pověst celebrity jako malíř ptáků, ovšem nemaloval pouze ptáky jako jeho současník malíř Jan Fyt, známý také pod jménem Johannes Fijt. Nezobrazoval zvěř jako pouhou mysliveckou trofej po celodenním střílení, ani jako reklamu pro obchodníka se střelivem. Ukazoval je jako živé bytosti s vášní, radostí, strachem a hádkami, tedy s emocemi, které – jak potvrdí i přírodovědci – zvířata mají. I bez brilantních barev a dokonalé techniky Fijta jsou Melchiorovi ptáci plní života. Jak píše Burger: Hondecoeter zobrazuje mateřství slepice s takovou něžností a vcítěním jako Raffael mateřství Madony. Fijt, žák Snydera, byl skvělý v zobrazování kůže jelenů a peří ptáků. Hondecoeter se soustředil spíše na zobrazení emocí zobrazovaných zviřat. Z jeho obrazů je datováno jen asi dvacet, mnohem více je jich podepsáno. Pozoruhodný je obraz Kavka bez vypůjčeného peří z roku 1671, dnes v muzeu Mauritshuis v Haagu, hrabě Cadogan má autentickou kopii. Za pozornost stojí obrazy Zvěřina a drůbež, Pes lovící koroptev z roku 1672 v Královském belgickém muzeu výtvarných umění a Park s drůbeží z roku 1686 v Ermitáži v Petrohradu.
Nizozemský místodržící Vilém III. Oranžský pověřil Melchiora namalováním obrazu zvěřince do paláce Het Loo v Apeldoornu, venkovského sídla oranžsko-nasavské dynastie. Obraz, který se nyní nachází v haagském muzeu, ukazuje, jak malíř překonal potíže se zobrazením indického skotu, slonů a gazel. Lepší je však v zobrazování místní fauny. Těmito pracemi zdobil královské hrady Bergisch Gladbach a zámek Oranienstein v německém městě Diez. Jeho nejranější díla jsou propracovanější, přesto namalovaná s lehkostí a barvy jsou jemnější než jeho pozdější díla. Jeho tahy štětcem jsou však odvážné a malíř má jistotu oka, ukazuje pohyb ptáků s velkým citem a přesností.
Podle Nizozemského institutu dějin umění (RKD) byli jeho registrovanými žáky Willem Hendrik Wilhelmus van Royen a Jan Weenix. Jeho následovníci či malíři jím ovlivnění byli D. Birrius, vlámský malíř Peter Casteels (III), Adriaen van Oolen, také známý jako Jan Van Alen, Felice Boselli z Piacenzy, italský malíř Angelo Maria Crivelli, Tobias Stranover z Hermannstadtu, irský malíř Charles Collins (asi 1680–1744), Marmaduke Cradock, Adriaen Coorte, Jan van Huysum nebo Elias Vonck.

## Veřejně přístupné
Jeho mistrovská díla jsou v Haagu, Soestdijku a v Amsterodamu (Plovoucí peří), další práce jsou v anglickém muzeu Wallace Collection a v paláci Belton House v Lincolnshire. Kromě toho jsou jeho obrazy ve veřejných galeriích v Berlíně, Budapešti, v Caen, v Kolíně nad Rýnem, Kodani, Detroitu, Drážďanech, Dublinu, Florencii, Glasgow, Hannoveru, Karlsruhe, Kasselu, Londýně, Lyonu, Lille, Montpellieru, Mnichově, v Paříži, Poltavě, Rize, Rotterdamu, Rouenu, Stuttgartu, Schwerinu, Vaduzu, Varšavě a Vídni. Největší dosud pořádaná výstava Hondecoeterových prací se konala v Berlíně v roce 2010, kde bylo vystaveno 18 jeho obrazů v Nové Národní galerii jako součást výstavy Willema de Rooije Intolerance.

## Galerie

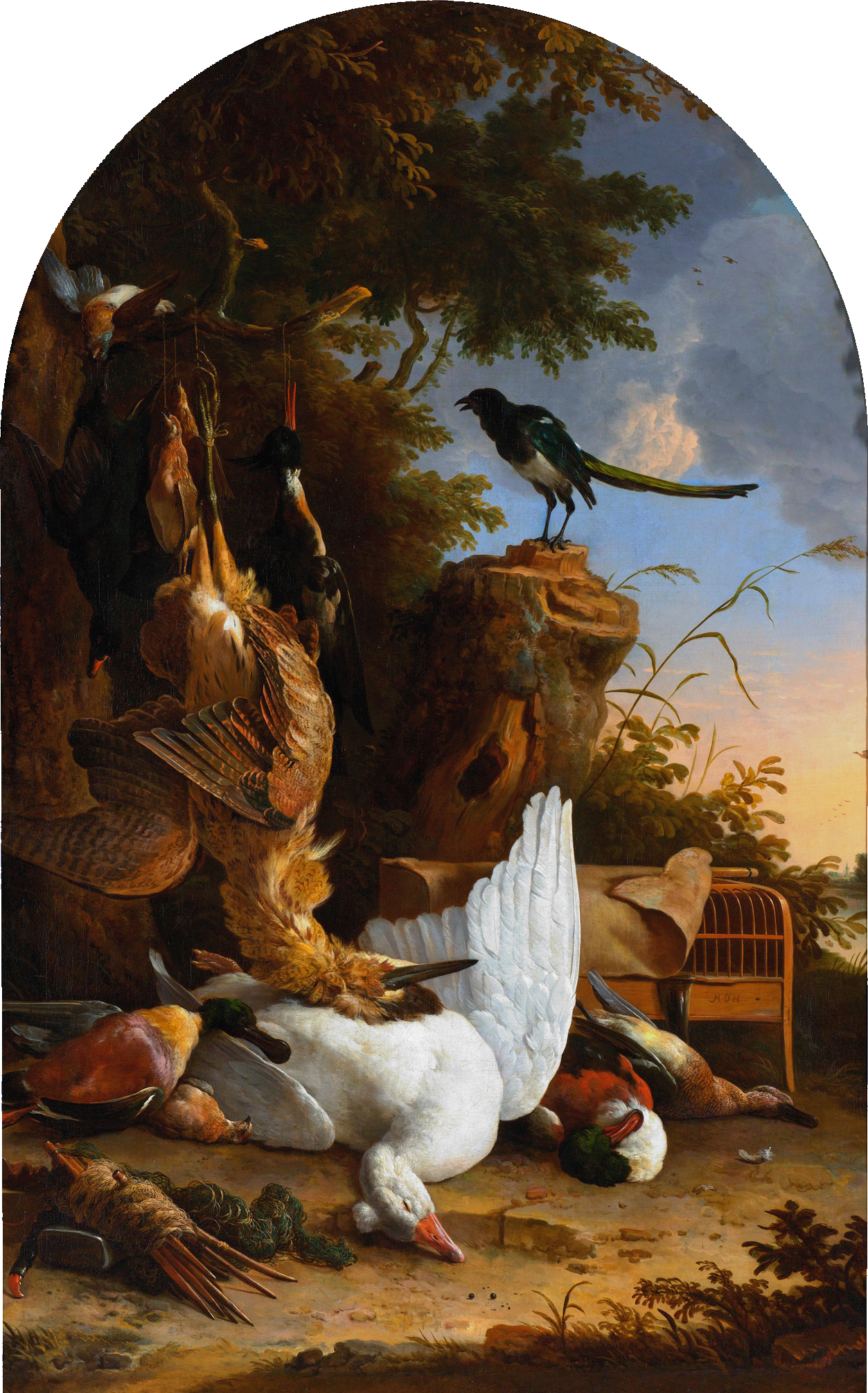
Lovecká kořist u pařezu se strakou, známý také jako Kontemplující straka, 1678, olej na plátně, 215×134 cm, Rijksmuseum Amsterdam
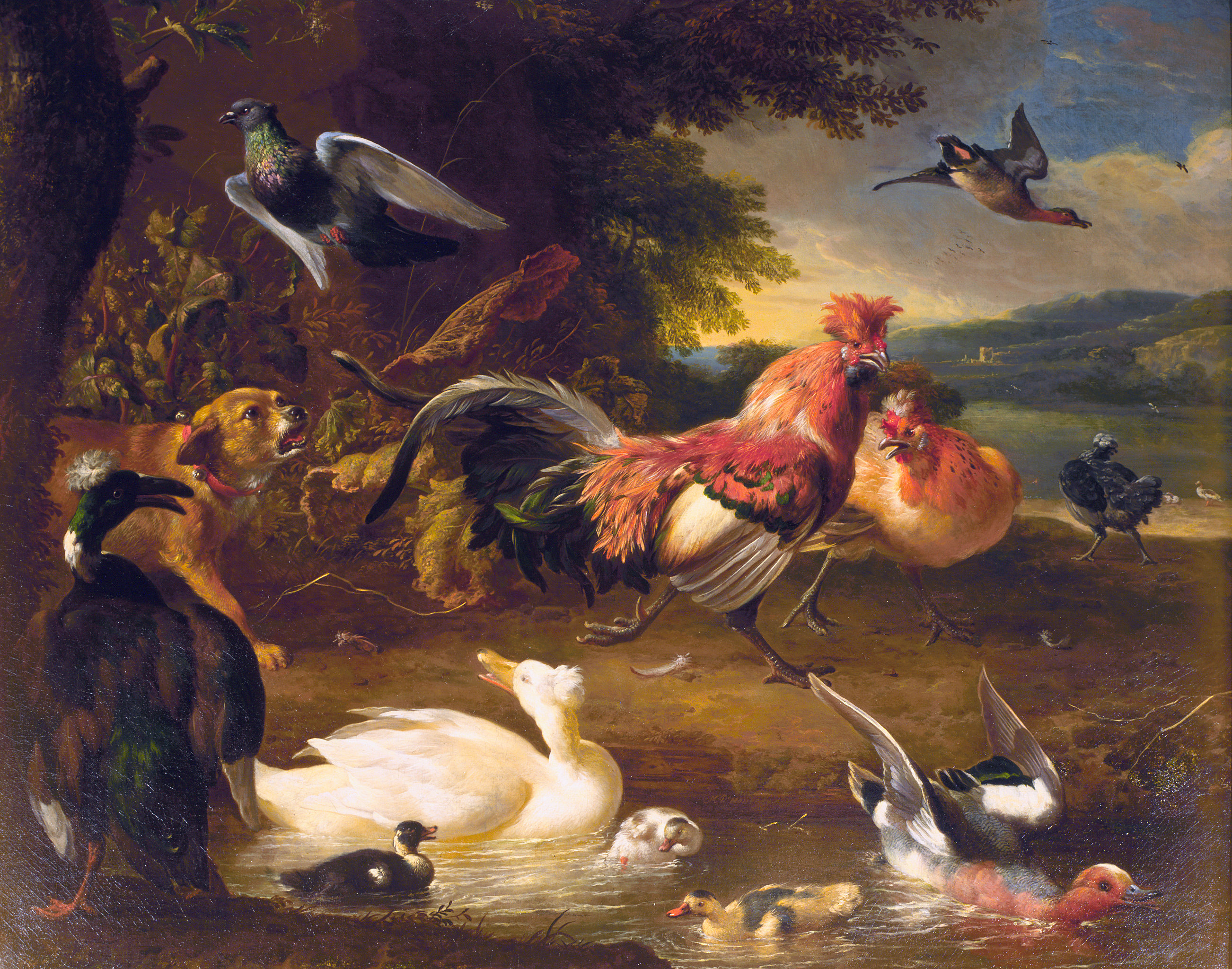
Slepice a kachny, 1660–1690 Mauritshuis
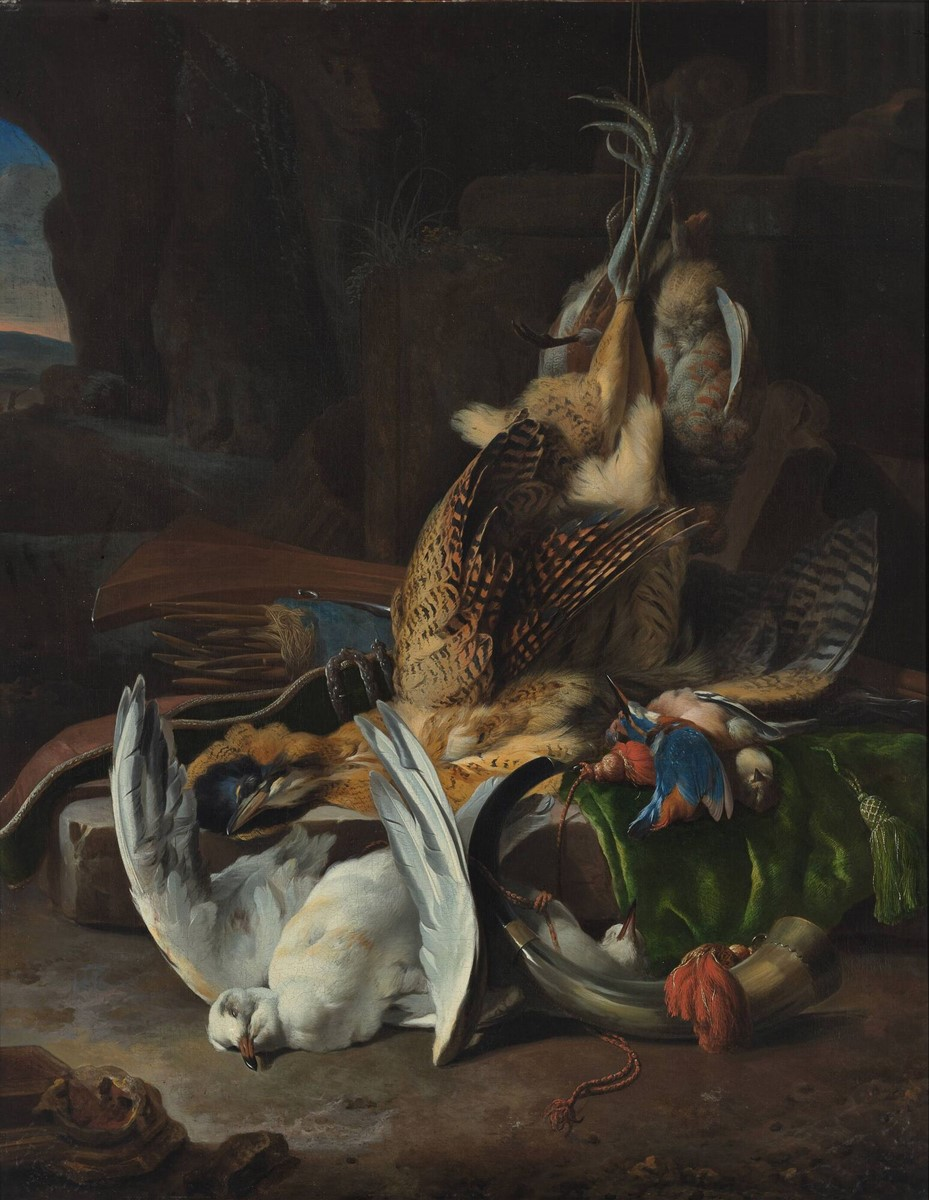
Zabití ptáci a lovecké náčiní, 1665, Rotterdam
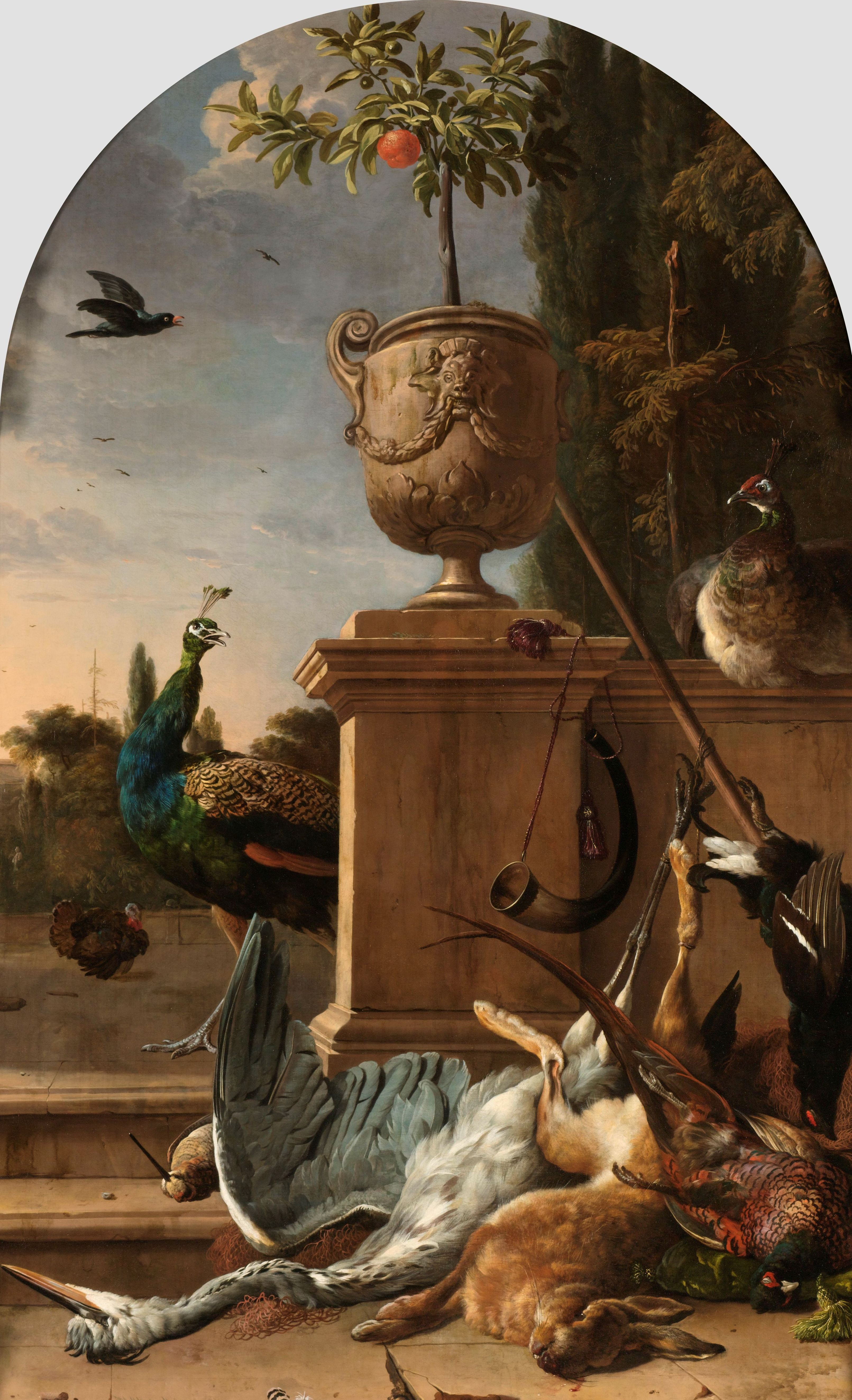
Lovecké trofeje, 1678 Rijksmuseum
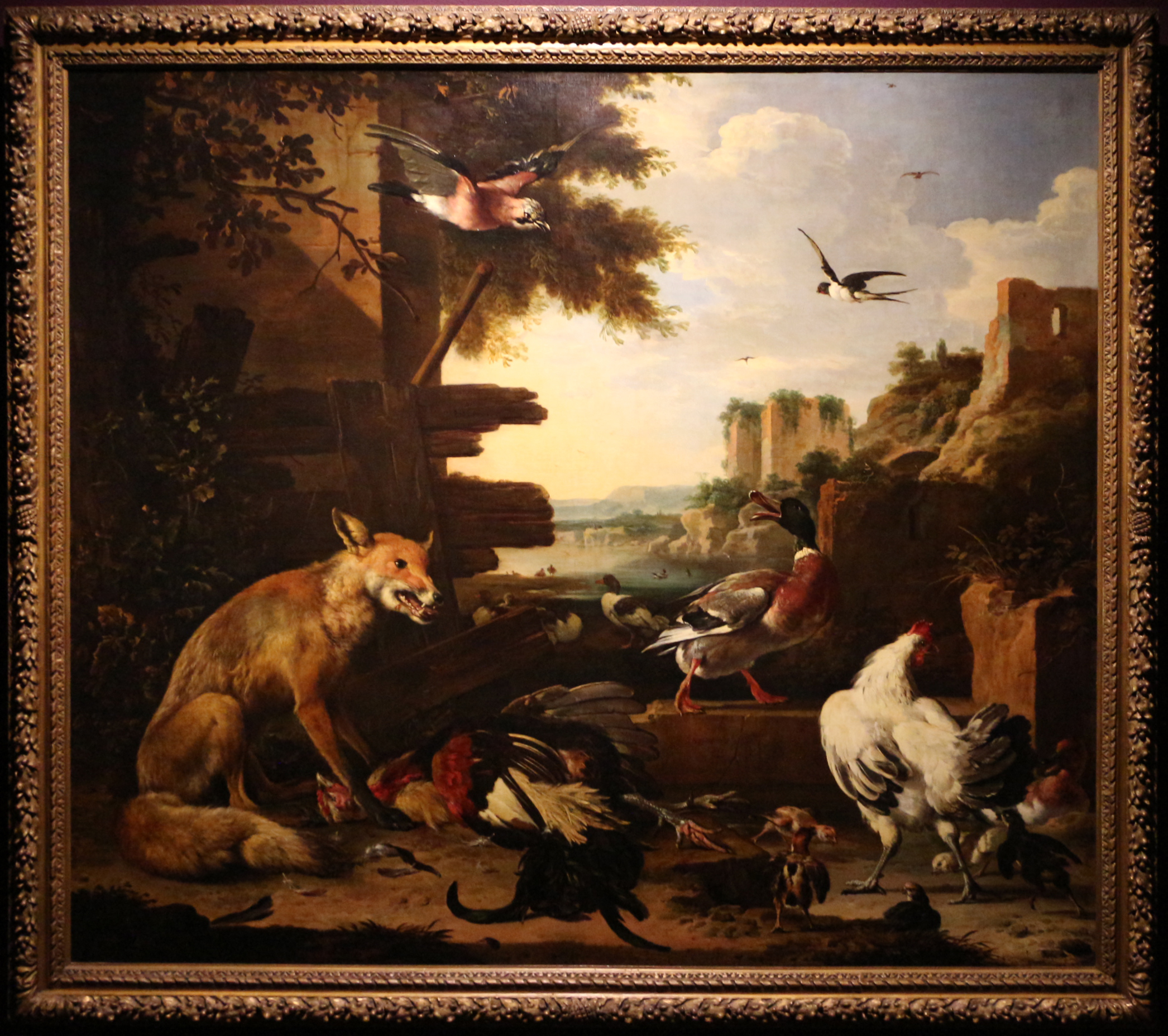
Liška v kurníku, 1678
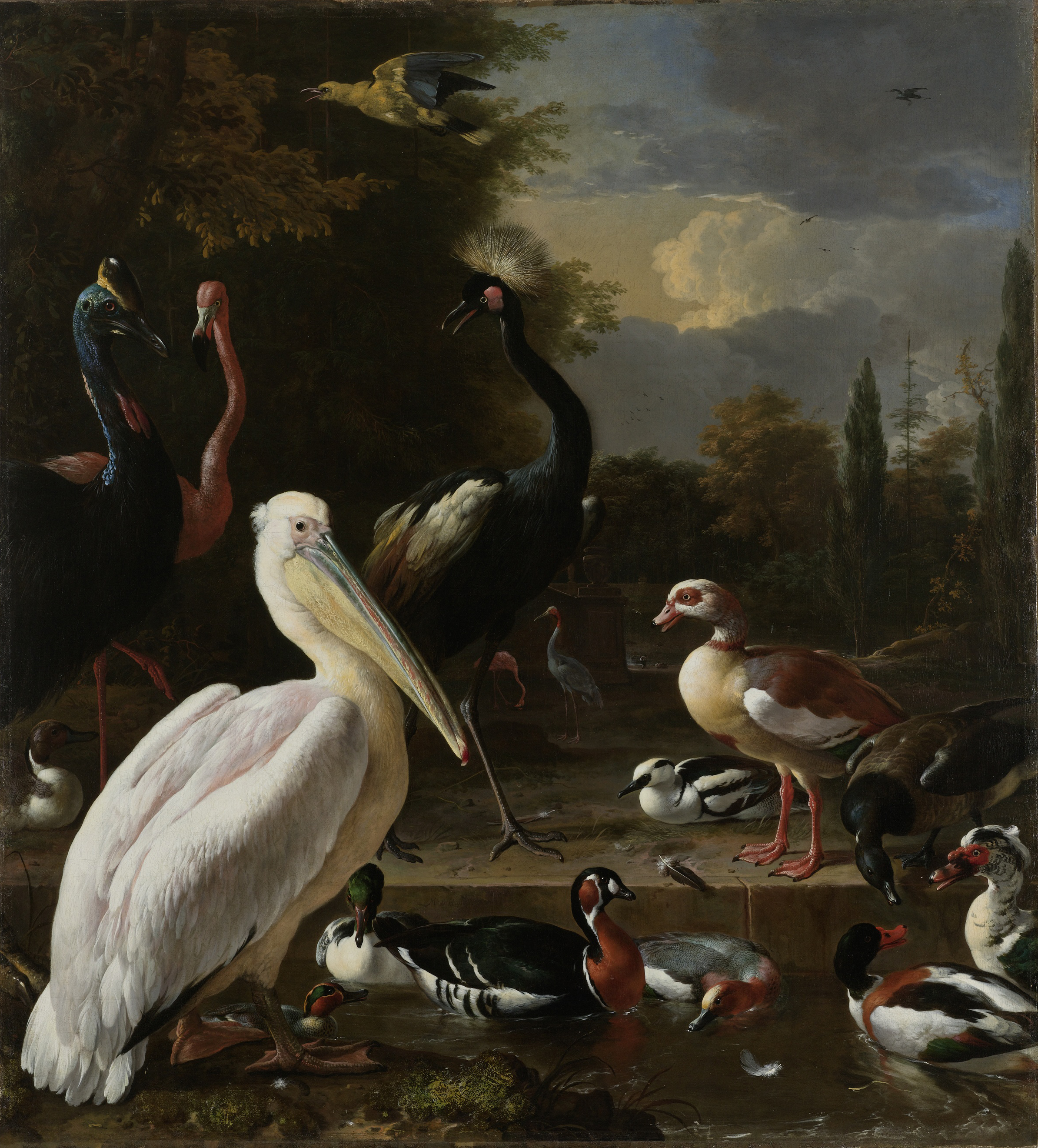
Pelikán a další ptáci u rybníčku, vodní ptáci a kasuár v menažerii Viléma Oranžského v nizozemském Het Loo, 1680, Rijksmuseum